# Каханизм
Каханизм — крайне реакционное направление в современном сионизме.

Флаг Ках, используемый каханистами

Движение основано раввином Меиром Кахане — основателем Лиги защиты евреев и израильской партии Ках.
Каханисты придерживаются взглядов, что большинство арабов Израиля являются врагами евреев и государства Израиль, и выступают за еврейское галахическое государство без избирательного права для неевреев.
Движение Ках, которое было представлено в 1984 по 1988 гг. Кнессете 11 созыва, запрещено в Израиле.
В США признана террористической организацией.

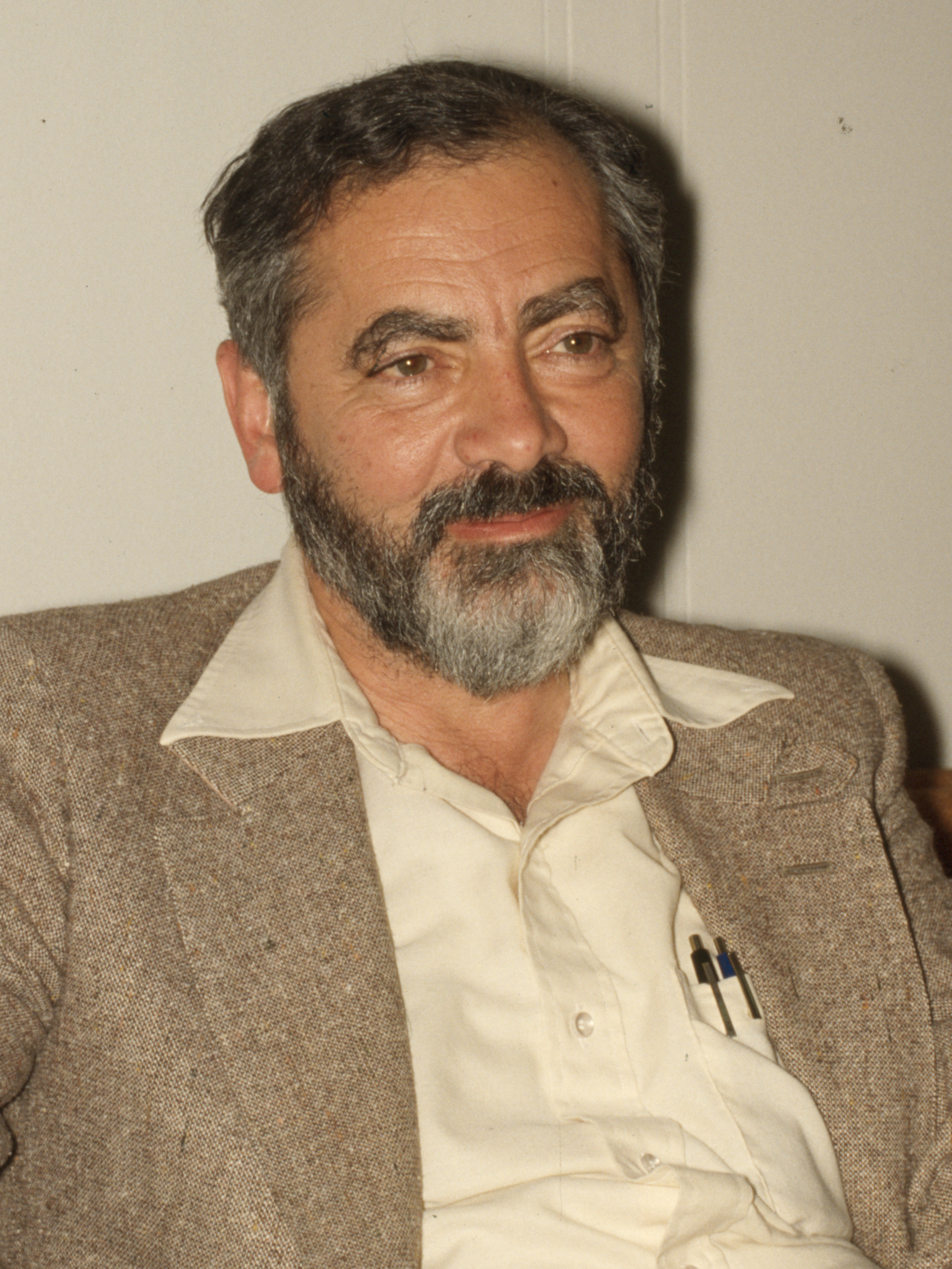
Меир Кахане, в честь которого назван каханизм

Кроме организаций Лиги защиты евреев, «ках» и «кахане хай», к каханистским организациям относят группы Сикарии, Террор против террора, «Лехава» Бенци Гопштейна и партию Оцма ле-Исраэль.
Среди известных террористов-каханистов: Эден Натан-Зада, Йоэль Лернер и Барух Копл Гольдштейн.

Партия «Ках» запрещена правительством Израиля. В 2004 году Государственный департамент США признал ее иностранной террористической организацией. В 2022 году она была исключена из черного списка террористических организаций США из-за «недостаточных доказательств» продолжающейся деятельности группы, но она остается особо обозначенной глобальной террористической организацией.
Каханистская партия Оцма Йехудит получила шесть мест на выборах 2022 года и являлась частью правящей коалиции  с 21 января по 19 марта 2025 года, когда она покинула коалицию и правительство, так как в это момент оно согласилось на прекращение огня в Газе.